# 戴振河
戴振河，号开亭，浙江德清人，清朝政治人物。同进士出身。

## 生平
戴振河為康熙二十七年戊辰科進士。康熙三十三年（1694年）任江西永宁县知县。康熙五十四年（1715年）任邵武府知府。